# Кислюк Олександр Іванович
Кислюк Олександр Іванович (16 січня 1962, с. Голичівка, Корецький район, Рівненська область — 5 березня 2022, Ірпінь, Київська область) — український поліглот і перекладач.

## Біографія

### Освіта
1984 р. — закінчив історичний факультет Київського державного університету ім. Т. Г. Шевченка.

### Творчий шлях
1984—1991 — вчитель восьмирічних шкіл: спочатку у Самострілівській, а потім у Сапожинській (Корецький район, Рівненська область).
З 1991 року займається викладацькою та перекладацькою діяльністю.
1993—2005 — викладач сучасних іноземних та стародавніх мов (німецька, давньогрецька, церковнослов'янська) у Київській духовній академії і семінарії УПЦ КП, також вів навчальні курси з новогрецької мови у школах м. Києва.
До 2022 — старший викладач кафедри теорії та історії держави і права Інституту політології та права Національного педагогічного Університету ім. М. П. Драгоманова. Проводив заняття з латини і римського права.
Впродовж останніх двадцяти років викладацької і перекладацької роботи написав низку наукових статей і переклав багато класичних творів зі стародавніх і сучасних іноземних мов: давньогрецької, латини, церковнослов'янської, англійської, французької і німецької.

## Смерть
Розстріляний російськими окупаційними військами у місті Ірпінь поблизу Києва 5 березня 2022 року.
Подробиці смерті Олександра Кислюка, зі слів рідного брата-близнюка Павла Кислюка, такі: 

5 березня 2022 року вони разом копали противотанковий рів, бо знали що можуть піти знову танки. - нещодавно танкова атака закінчилася, не дійшовши до місця замешкання братів. От вони копають цю канаву, пан Олександр сказав братові, що збігає в магазин. Тому пан Павло (серед ірпінських митців відомий як Герр Пауль, бо більше займався німецькою), коли хтось вигукнув: "Танки!", не збагнув, де брат. Продовжував думати, що не повернувся з магазину. Танк з'явився, зупинився, і почав розвертати дуло, розстрілюючи хати (а там одноповерхові хати), на свій "смак". Пан Павло Кислюк кидається і біжить у рідний двір. Краєм ока завбачає погріб, і стрибає туди, але одразу розуміє, що, можливо, вчинив не вірно - якщо танк в'їде на подвір'я, то з льоху йому не вибратися. Тим часом танк розстрілює дуба, що біля хати, після цього Павло Кислюк, визираючи з ями, стає свідком ще одного пострілу, снаряд влучає просто в їхню хату. Через кілька хвилин пан Павло вилазить з льоху, бо бачить, що на ґанок виповзає з хати дід. Як пояснює пан Павло, дід на ґанку вразив його надзвичайно - чоловік цей був хворий, і лежав у їхній хаті і ходити та рухатися сам не міг. Мабуть, в стані шоку дід з постелі встав, міркує брат Олександра Кислюка і біжить до  ґанку, проігнорувавши цього разу небезпеку. Тим більше, що дід витягнув за собою на ґанок "ніби якийсь мішок". Павло, наблизившись, зрозумів, що це не мішок, а його рідний брат. Пан Павло несвідомо почав гасити обличчя брата, а потім уже збагнув, що брат не живий. Оце все, що розповів Павло Кислюк. Далі він не зміг узагалі нічого говорити, запнувся і замовк. 

Брат тоді поховав брата просто на подвір'ї, під хатою. Через кілька місяців, по звільненні, за ініціативи громадськості відбулося офіційне перепоховання тіла Олександра Кислюка на ірпінському цвинтарі.